# Camponotus clarior
Camponotus clarior é uma espécie de inseto do gênero Camponotus, pertencente à família Formicidae.